# Fügekaktuszformák

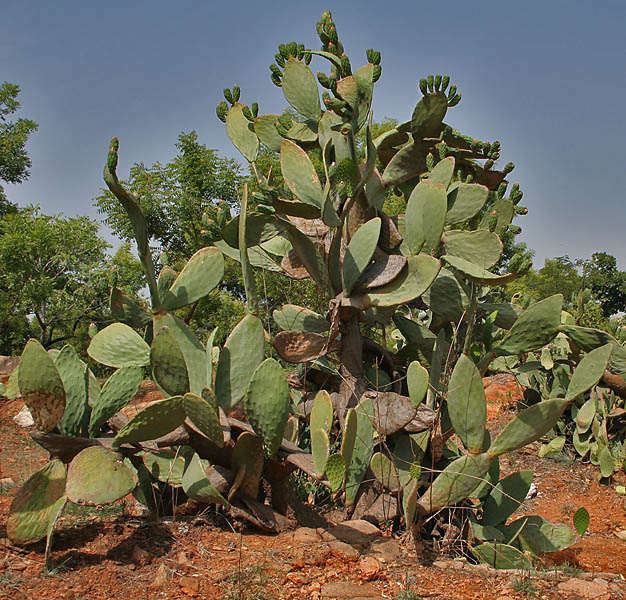
Közönséges fügekaktusz (Opuntia ficus-indica) Secunderabad mellett (India)

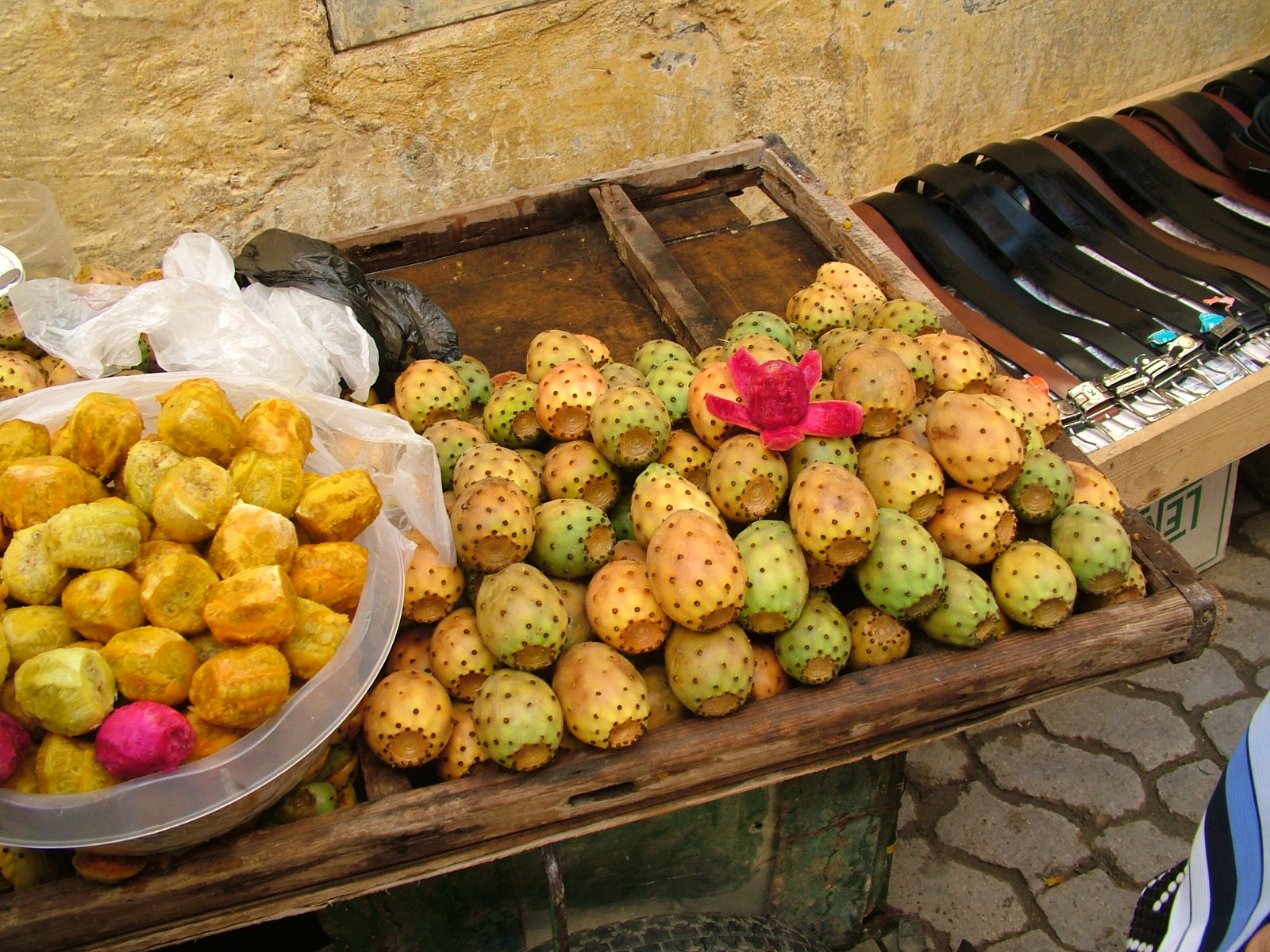
Kaktuszfüge: a közönséges fügekaktusz (Opuntia ficus-indica) termése a piacon (Marokkóban)

A fügekaktuszformák (Opuntioideae) a szegfűvirágúak (Caryophyllales) rendjébe sorolt a  kaktuszfélék (Cactaceae) egyik alcsaládja.

## Előfordulásuk, elterjedésük
Észak-Amerika déli–délnyugati területeitől egészen a Tűzföldig mindenfelé előfordulnak fajai, de főleg a szárazabb éghajlatú területeken. Egyes fajok az Andok hegyláncaiban több ezer méter magasra is felkapaszkodnak.
A termesztett fajok szerte a világon gyorsan elterjedtek.

## Megjelenésük, felépítésük
A fügekaktuszfélék szára jellemzően szártagokból áll; hajtásaikon évente növesztenek egy-egy új szártagot. A szártagok csúcsukkal ízesülnek az előző évi taghoz. A nagyobb termetű (több méter magasra növő) fajok szártagjai idővel elfásodnak, törzzsé alakulnak. A szártagok alakja nemzetségcsoportonként más és más (hengeres vagy lapos); areoláikbóligen változatos számú és alakú tövis és egyéb módosult levél (horgasszőr stb.) nőhet. Egyes fajok fiatal hajtásain még csökevényes, hengeres, csúcsos hegyű levelek is nőnek; az idősebb szártagokról ezek leszáradnak.

## Felhasználásuk
Egyes fajokat az indiánok már az ősidők óta termesztettek ehető termésükért (kaktuszgyümölcs, kaktuszfüge) vagy az abból kinyerhető hallucinogén anyagokért, másokat állati takarmánynak használt nyéltagjaikért. Egyesekből gyógyhatású készítményeket állítanak elő. Több fügekaktusz robbanásszerű elterjedése azonban nem e szempontoknak köszönhető, hanem a festékipar igényeinek, mivel ezek egy élősködőjéből, a bíbortetűből állították elő a szintetikus festékek megjelenéséig rendkívül keresett bíborfestéket.

## Rendszerezésük
Az alcsalád 15 nemzetségét öt nemzetségcsoportba osztják:
- Austrocylindropuntieae nemzetségcsoport
  - Austrocylindropuntia
  - Cumulopuntia
- Cylindropuntieae nemzetségcsoport
  - bokorkaktusz (Cylindropuntia)
  - Grusonia
  - Pereskiopsis
  - Quiabentia
- Opuntieae nemzetségcsoport:
  - Brasiliopuntia
  - Consolea
  - Miqueliopuntia
  - fügekaktusz (Opuntia)
  - Tacinga
  - Tunilla
- Pterocacteae nemzetségcsoport:
  - Pterocactus
- Tephrocacteae nemzetségcsoport:
  - Maihueniopsis
  - Tephrocactus